# Liechtensteiner-Cup 1998-1999
La Liechtensteiner-Cup 1998-1999 è stata la 54ª edizione della coppa nazionale del Liechtenstein conclusa con la vittoria finale del Vaduz, al suo ventottesimo titolo.
Della competizione è noto solo il risultato della finale.

## Finale
| Vaduz | Vaduz     | 3 – 2                         | FC Balzers |  |
| \| \| \| \| \| Martin Stocklasa 10’ Daniele Polverino 73’ 81’ \| Marcatori \| 20’ Marco Büchel 44’ Riederer \| |           |                               |            |  |
| |           |                               |            |  |
| Martin Stocklasa 10’ Daniele Polverino 73’ 81’                                                                 | Marcatori | 20’ Marco Büchel 44’ Riederer |            |  |